# Chris Kelly (hockey sur glace)
Pour les articles homonymes, voir Chris Kelly (homonymie) et Kelly.
Chris Kelly (né le 11 novembre 1980 à Toronto, dans la province de l'Ontario au Canada) est un joueur professionnel canadien de hockey sur glace.

## Carrière de joueur
Réclamé en troisième ronde par les Sénateurs d'Ottawa lors du repêchage de 1999 de la Ligue nationale de hockey alors qu'il évolue pour les Knights de London de la Ligue de hockey de l'Ontario, Kelly poursuit au niveau junior avec ces derniers jusqu'en 2001 passant aux mains des Wolves de Sudbury lors de cette dernière.
Il devient joueur professionnel la saison suivante en rejoignant le club affilié aux Sénateurs dans la Ligue américaine de hockey, les Griffins de Grand Rapids. Il effectue lors de la saison 2003-2004 ses débuts en LNH avant de revenir avec le club-école la saison suivante alors qu'un lock-out paralyse la LNH.
De retour avec Ottawa en 2005, il obtient alors un poste permanent avec l'équipe.
Le 15 février 2011, il est échangé aux Bruins de Boston contre un choix de deuxième ronde au repêchage d'entrée de 2011. Il remporte cette même année la Coupe Stanley avec l'équipe de Boston. Il est un des assistants-capitaines des Bruins de 2011 jusqu'à son départ de l'équipe en 2016.
Le 7 juillet 2016, il effectue un retour avec les Sénateurs en tant que joueur autonome. Il signe un contrat de 1 an pour un total de 900 000$.
Il  annonce son retrait de la compétition le 4 septembre 2018.

## Statistiques

### En club
| Saison     | Équipe                   | Ligue      |     | Saison régulière | Saison régulière | Saison régulière | Saison régulière | Saison régulière |    | Séries éliminatoires | Séries éliminatoires | Séries éliminatoires | Séries éliminatoires | Séries éliminatoires |
| Saison     | Équipe                   | Ligue      | PJ  | B                | A                | Pts              | Pun              | PJ               | B  | A                    | Pts                  | Pun                  |                      |                      |
| 1997-1998  | Knights de London        | LHO        | 54  | 15               | 14               | 29               | 4                | 16               | 4  | 5                    | 9                    | 12                   |                      |                      |
| 1998-1999  | Knights de London        | LHO        | 68  | 36               | 41               | 77               | 60               | 25               | 9  | 17                   | 26                   | 22                   |                      |                      |
| 1999-2000  | Knights de London        | LHO        | 63  | 29               | 43               | 72               | 57               | -                | -  | -                    | -                    | -                    |                      |                      |
| 2000-2001  | Knights de London        | LHO        | 31  | 21               | 34               | 55               | 46               | -                | -  | -                    | -                    | -                    |                      |                      |
| 2000-2001  | Wolves de Sudbury        | LHO        | 19  | 5                | 16               | 21               | 17               | 12               | 11 | 5                    | 16                   | 14                   |                      |                      |
| 2001-2002  | Fury de Muskegon         | UHL        | 4   | 1                | 2                | 3                | 0                | -                | -  | -                    | -                    | -                    |                      |                      |
| 2001-2002  | Griffins de Grand Rapids | LAH        | 31  | 3                | 3                | 6                | 20               | 5                | 1  | 1                    | 2                    | 5                    |                      |                      |
| 2002-2003  | Senators de Binghamton   | LAH        | 77  | 17               | 14               | 31               | 73               | 14               | 2  | 3                    | 5                    | 8                    |                      |                      |
| 2003-2004  | Senators de Binghamton   | LAH        | 54  | 15               | 19               | 34               | 40               | 2                | 0  | 0                    | 0                    | 4                    |                      |                      |
| 2003-2004  | Sénateurs d'Ottawa       | LNH        | 4   | 0                | 0                | 0                | 0                | -                | -  | -                    | -                    | -                    |                      |                      |
| 2004-2005  | Senators de Binghamton   | LAH        | 77  | 24               | 36               | 60               | 57               | 6                | 1  | 2                    | 3                    | 11                   |                      |                      |
| 2005-2006  | Sénateurs d'Ottawa       | LNH        | 82  | 10               | 20               | 30               | 76               | 10               | 0  | 0                    | 0                    | 2                    |                      |                      |
| 2006-2007  | Sénateurs d'Ottawa       | LNH        | 82  | 15               | 23               | 38               | 40               | 20               | 3  | 4                    | 7                    | 4                    |                      |                      |
| 2007-2008  | Sénateurs d'Ottawa       | LNH        | 75  | 11               | 19               | 30               | 30               | -                | -  | -                    | -                    | -                    |                      |                      |
| 2008-2009  | Sénateurs d'Ottawa       | LNH        | 82  | 12               | 11               | 23               | 38               | -                | -  | -                    | -                    | -                    |                      |                      |
| 2009-2010  | Sénateurs d'Ottawa       | LNH        | 81  | 15               | 17               | 32               | 38               | 6                | 1  | 5                    | 6                    | 2                    |                      |                      |
| 2010-2011  | Sénateurs d'Ottawa       | LNH        | 57  | 12               | 11               | 23               | 27               | -                | -  | -                    | -                    | -                    |                      |                      |
| 2010-2011  | Bruins de Boston         | LNH        | 24  | 2                | 3                | 5                | 6                | 25               | 5  | 8                    | 13                   | 6                    |                      |                      |
| 2011-2012  | Bruins de Boston         | LNH        | 82  | 20               | 19               | 39               | 41               | 7                | 1  | 2                    | 3                    | 4                    |                      |                      |
| 2012-2013  | HC Red Ice               | LNB        | 8   | 4                | 5                | 9                | 8                | -                | -  | -                    | -                    | -                    |                      |                      |
| 2012-2013  | Bruins de Boston         | LNH        | 34  | 3                | 6                | 9                | 16               | 22               | 2  | 1                    | 3                    | 19                   |                      |                      |
| 2013-2014  | Bruins de Boston         | LNH        | 57  | 9                | 9                | 18               | 32               | -                | -  | -                    | -                    | -                    |                      |                      |
| 2014-2015  | Bruins de Boston         | LNH        | 80  | 7                | 21               | 28               | 48               | -                | -  | -                    | -                    | -                    |                      |                      |
| 2015-2016  | Bruins de Boston         | LNH        | 11  | 2                | 0                | 2                | 0                | -                | -  | -                    | -                    | -                    |                      |                      |
| 2016-2017  | Sénateurs d'Ottawa       | LNH        | 82  | 5                | 7                | 12               | 23               | 2                | 0  | 0                    | 0                    | 0                    |                      |                      |
| 2017-2018  | Senators de Belleville   | LAH        | 16  | 0                | 2                | 2                | 10               | -                | -  | -                    | -                    | -                    |                      |                      |
| 2017-2018  | Ducks d'Anaheim          | LNH        | 12  | 0                | 2                | 2                | 2                | -                | -  | -                    | -                    | -                    |                      |                      |
| Totaux LNH | Totaux LNH               | Totaux LNH | 845 | 123              | 168              | 291              | 417              | 92               | 12 | 20                   | 32                   | 37                   |                      |                      |

### En équipe nationale
| Année | Équipe | Compétition     |   | PJ | B | A | Pts | Pun                |  | Résultat |
| 2018  | Canada | Jeux olympiques | 6 | 2  | 1 | 3 | 0   | Médaille de bronze |  |          |

## Trophées et distinctions

### Coupe Spengler
- Il remporte la Coupe Spengler avec l'Équipe Canada en 2017-2018.